# Temporada 2014 del Campeonato del Mundo de Moto3
La temporada 2014 del campeonato del mundo de Moto3 fue parte de la 66.ª edición del Campeonato del Mundo de Motociclismo.

## Calendario
El calendario era un total de 18 carreras, donde regresó el Gran Premio de Argentina. El 13 de diciembre de 2013 se actualizó el calendario, confirmando el Gran Premio de España, y modificando el orden de los realizados en Japón, Australia y Malasia. El Gran Premio de Brasil, había sido confirmado en el calendario provisional, pero fue cancelado el 29 de enero de 2014.
| Ronda | Fecha            | Gran Premio                                       | Circuito                                                            |
| ----- | ---------------- | ------------------------------------------------- | ------------------------------------------------------------------- |
| 1     | 23 de marzo      | Gran Premio de Catar de Motociclismo              | Circuito Internacional de Losail, Doha (*)                          |
| 2     | 13 de abril      | Gran Premio de las Américas de Motociclismo       | Circuito de las Américas, Austin                                    |
| 3     | 27 de abril      | Gran Premio de Argentina de Motociclismo          | Autódromo Internacional de Termas de Río Hondo, Santiago del Estero |
| 4     | 4 de mayo        | Gran Premio de España de Motociclismo             | Circuito de Jerez, Jerez de la Frontera                             |
| 5     | 18 de mayo       | Gran Premio de Francia de Motociclismo            | Le Mans Bugatti, Le Mans                                            |
| 6     | 1 de junio       | Gran Premio de Italia de Motociclismo             | Circuito de Mugello, Mugello                                        |
| 7     | 15 de junio      | Gran Premio de Cataluña de Motociclismo           | Circuito de Cataluña, Montmeló                                      |
| 8     | 28 de junio      | Gran Premio de los Países Bajos de Motociclismo   | Circuito de Assen, Assen (**)                                       |
| 9     | 13 de julio      | Gran Premio de Alemania de Motociclismo           | Sachsenring, Hohenstein-Ernstthal                                   |
| 10    | 10 de agosto     | Gran Premio de Indianápolis de Motociclismo       | Indianapolis Motor Speedway, Indianápolis                           |
| 11    | 17 de agosto     | Gran Premio de la República Checa de Motociclismo | Autódromo de Brno, Brno                                             |
| 12    | 31 de agosto     | Gran Premio de Gran Bretaña de Motociclismo       | Circuito de Silverstone, Silverstone                                |
| 13    | 14 de septiembre | Gran Premio de San Marino de Motociclismo         | Circuito de Misano Marco Simoncelli, Misano Adriatico               |
| 14    | 21 de septiembre | Gran Premio de Aragón de Motociclismo             | Ciudad del Motor de Aragón, Alcañiz                                 |
| 15    | 12 de octubre    | Gran Premio de Japón de Motociclismo              | Twin Ring Motegi, Motegi                                            |
| 16    | 19 de octubre    | Gran Premio de Australia de Motociclismo          | Circuito de Phillip Island, Phillip Island                          |
| 17    | 26 de octubre    | Gran Premio de Malasia de Motociclismo            | Circuito Internacional de Sepang, Sepang                            |
| 18    | 9 de noviembre   | Gran Premio de la Comunidad Valenciana            | Circuito Ricardo Tormo, Valencia                                    |

Notas:
(*) Carreras nocturnas.
(**) Carreras en sábado.

## Pilotos y equipos
| Equipo                                           | Constructor | Moto              | N.º | Piloto                 | Rondas        |
| ------------------------------------------------ | ----------- | ----------------- | --- | ---------------------- | ------------- |
| Kiefer Racing                                    | Kalex KTM   | Kalex KTM Moto3   | 2   | Remy Gardner           | 13            |
| Kiefer Racing                                    | Kalex KTM   | Kalex KTM Moto3   | 4   | Gabriel Ramos          | 1-18          |
| Kiefer Racing                                    | Kalex KTM   | Kalex KTM Moto3   | 43  | Luca Grünwald          | 1–12, 14–18   |
| Calvo Team                                       | KTM         | KTM RC250GP       | 2   | Remy Gardner           | 17            |
| Calvo Team                                       | KTM         | KTM RC250GP       | 14  | Albert Arenas          | 18            |
| Calvo Team                                       | KTM         | KTM RC250GP       | 32  | Isaac Viñales          | 1-18          |
| Calvo Team                                       | KTM         | KTM RC250GP       | 57  | Eric Granado           | 1–16          |
| Calvo Team                                       | KTM         | KTM RC250GP       | 84  | Jakub Kornfeil         | 1-18          |
| Calvo Team Laglisse Team Laglisse Calvo          | KTM         | KTM RC250R        | 2   | Remy Gardner           | 16            |
| Calvo Team Laglisse Team Laglisse Calvo          | KTM         | KTM RC250R        | 24  | Marcos Ramírez         | 4             |
| San Carlo Team Italia                            | Mahindra    | Mahindra MGP3O    | 3   | Matteo Ferrari         | 1-18          |
| San Carlo Team Italia                            | Mahindra    | Mahindra MGP3O    | 34  | Michael Ruben Rinaldi  | 5             |
| San Carlo Team Italia                            | Mahindra    | Mahindra MGP3O    | 55  | Andrea Locatelli       | 1–3, 6–18     |
| Sky Racing Team by VR46                          | KTM         | KTM RC250GP       | 5   | Romano Fenati          | 1-18          |
| Sky Racing Team by VR46                          | KTM         | KTM RC250GP       | 21  | Francesco Bagnaia      | 1-18          |
| Junior Team Estrella Galicia 0,0                 | Honda       | Honda NSF250RW    | 6   | María Herrera          | 4, 7, 18      |
| SaxoPrint–RTG                                    | Honda       | Honda NSF250RW    | 7   | Efrén Vázquez          | 1-18          |
| SaxoPrint–RTG                                    | Honda       | Honda NSF250RW    | 17  | John McPhee            | 1-18          |
| SaxoPrint–RTG                                    | FTR         | TBA               | 97  | Maximilian Kappler     | 9             |
| Red Bull KTM Ajo                                 | KTM         | KTM RC250GP       | 8   | Jack Miller            | 1-18          |
| Red Bull KTM Ajo                                 | KTM         | KTM RC250GP       | 98  | Karel Hanika           | 1-18          |
| RW Racing GP                                     | Kalex KTM   | Kalex KTM Moto3   | 9   | Scott Deroue           | 1-18          |
| RW Racing GP                                     | Kalex KTM   | Kalex KTM Moto3   | 22  | Ana Carrasco           | 1–14          |
| Ongetta–Rivacold Ongetta–AirAsia                 | Honda       | Honda NSF250RW    | 10  | Alexis Masbou          | 1-18          |
| Ongetta–Rivacold Ongetta–AirAsia                 | Honda       | Honda NSF250RW    | 63  | Zulfahmi Khairuddin    | 1-18          |
| Marc VDS Racing Team                             | KTM         | KTM RC250R        | 11  | Livio Loi              | 9             |
| Marc VDS Racing Team                             | Kalex KTM   | KTM RC250R        | 11  | Livio Loi              | 8             |
| Marc VDS Racing Team                             | Kalex KTM   | Kalex KTM Moto3   | 11  | Livio Loi              | 1–7           |
| Marc VDS Racing Team                             | Kalex KTM   | Kalex KTM Moto3   | 99  | Jorge Navarro          | 10–18         |
| Estrella Galicia 0,0                             | Honda       | Honda NSF250RW    | 12  | Álex Márquez           | 1-18          |
| Estrella Galicia 0,0                             | Honda       | Honda NSF250RW    | 42  | Álex Rins              | 1-18          |
| KRP Abbink Racing                                | FTR KTM     | TBA               | 13  | Jasper Iwema           | 8, 12         |
| CIP                                              | Mahindra    | Mahindra MGP3O    | 13  | Jasper Iwema           | 14–18         |
| CIP                                              | Mahindra    | Mahindra MGP3O    | 19  | Alessandro Tonucci     | 1-18          |
| CIP                                              | Mahindra    | Mahindra MGP3O    | 51  | Bryan Schouten         | 1–13          |
| MT Racing Honda                                  | FTR Honda   | TBA               | 16  | Simone Mazzola         | 6             |
| Mahindra Racing                                  | Mahindra    | Mahindra MGP3O    | 16  | Andrea Migno           | 12–18         |
| Mahindra Racing                                  | Mahindra    | Mahindra MGP3O    | 44  | Miguel Oliveira        | 1-18          |
| Mahindra Racing                                  | Mahindra    | Mahindra MGP3O    | 61  | Arthur Sissis          | 1–11          |
| Junior Team GO&FUN Moto3                         | KTM         | KTM RC250GP       | 23  | Niccolò Antonelli      | 1-18          |
| Junior Team GO&FUN Moto3                         | KTM         | KTM RC250GP       | 33  | Enea Bastianini        | 1-18          |
| Avant Tecno Husqvarna Ajo Red Bull Husqvarna Ajo | Husqvarna   | Husqvarna FR250GP | 31  | Niklas Ajo             | 1–8, 10–18    |
| Avant Tecno Husqvarna Ajo Red Bull Husqvarna Ajo | Husqvarna   | Husqvarna FR250GP | 52  | Danny Kent             | 1-18          |
| Avant Tecno Husqvarna Ajo Red Bull Husqvarna Ajo | Husqvarna   | Husqvarna FR250GP | 91  | Gabriel Rodrigo        | 9             |
| SIC–Ajo                                          | KTM         | KTM RC250GP       | 38  | Hafiq Azmi             | All           |
| SIC–Ajo                                          | KTM         | KTM RC250R        | 88  | Hafiza Rofa            | 17            |
| Ambrogio Racing                                  | Mahindra    | Mahindra MGP3O    | 41  | Brad Binder            | 1-18          |
| Ambrogio Racing                                  | Mahindra    | Mahindra MGP3O    | 95  | Jules Danilo           | 1-18          |
| Olly Simpson Racing                              | KTM         | KTM RC250R        | 45  | Olly Simpson           | 16            |
| Honda Team Asia                                  | Honda       | Honda NSF250R     | 50  | Hiroki Ono             | 14            |
| Mapfre Aspar Team Moto3                          | Kalex KTM   | Kalex KTM Moto3   | 58  | Juan Francisco Guevara | 1-18          |
| Interwetten Paddock Moto3                        | Kalex KTM   | Kalex KTM Moto3   | 65  | Philipp Öttl           | 1-18          |
| Redline Motorcycles/KTM UK                       | KTM         | KTM RC250R        | 66  | Joe Irving             | 12            |
| Pos Corse                                        | FTR Honda   | TBA               | 69  | Anthony Groppi         | 6             |
| 71Workx.com Racing Team                          | Kalex KTM   | Kalex KTM Moto3   | 71  | Thomas van Leeuwen     | 8             |
| Team RMS                                         | Honda       | Honda NSF250R     | 73  | Renald Castillon       | 5             |
| Team Ciatti                                      | KTM         | KTM RC250R        | 77  | Lorenzo Petrarca       | 13            |
| Liberto Plusone & Endurance                      | Honda       | Honda NSF250R     | 81  | Sena Yamada            | 15            |
| Hot Racing with I-Factory                        | Honda       | Honda NSF250R     | 83  | Hikari Okubo           | 15            |
| Fai Rent-A-Jet                                   | Honda       | Honda NSF250R     | 86  | Kevin Hanus            | 9             |
| RBA Racing Team                                  | KTM         | KTM RC250R        | 91  | Gabriel Rodrigo        | 4, 7          |
| RBA Racing Team                                  | KTM         | KTM RC250GP       | 91  | Gabriel Rodrigo        | 11, 13–14, 18 |
| Petronas AHM Malaysia                            | KTM         | KTM RC250R        | 93  | Ramdan Rosli           | 17            |

| Leyenda             | Leyenda |
| ------------------- | ------- |
| Piloto titular      |         |
| Piloto invitado     |         |
| Piloto de reemplazo |         |

## Resultados y clasificación

### Grandes Premios
| Ronda | Gran Prremio                                      | Pole position     | Vuelta rápida          | Piloto ganador | Constructor ganador |
| ----- | ------------------------------------------------- | ----------------- | ---------------------- | -------------- | ------------------- |
| 1     | Gran Premio de Catar de Motociclismo              | Álex Rins         | Alexis Masbou          | Jack Miller    | KTM                 |
| 2     | Gran Premio de las Américas de Motociclismo       | Jack Miller       | Álex Márquez           | Jack Miller    | KTM                 |
| 3     | Gran Premio de Argentina de Motociclismo          | Jack Miller       | Álex Márquez           | Romano Fenati  | KTM                 |
| 4     | Gran Premio de España de Motociclismo             | Jack Miller       | Álex Rins              | Romano Fenati  | KTM                 |
| 5     | Gran Premio de Francia de Motociclismo            | Efrén Vázquez     | Francesco Bagnaia      | Jack Miller    | KTM                 |
| 6     | Gran Premio de Italia de Motociclismo             | Álex Rins         | Efrén Vázquez          | Romano Fenati  | KTM                 |
| 7     | Gran Premio de Cataluña de Motociclismo           | Álex Márquez      | John McPhee            | Álex Márquez   | Honda               |
| 8     | Gran Premio de los Países Bajos de Motociclismo   | Jack Miller       | Romano Fenati          | Álex Márquez   | Honda               |
| 9     | Gran Premio de Alemania de Motociclismo           | Jack Miller       | Brad Binder            | Jack Miller    | KTM                 |
| 10    | Gran Premio de Indianápolis de Motociclismo       | Jack Miller       | Álex Rins              | Efrén Vázquez  | Honda               |
| 11    | Gran Premio de la República Checa de Motociclismo | Álex Márquez      | Romano Fenati          | Alexis Masbou  | Honda               |
| 12    | Gran Premio de Gran Bretaña de Motociclismo       | Álex Rins         | Jakub Kornfeil         | Álex Rins      | Honda               |
| 13    | Gran Premio de San Marino de Motociclismo         | Jack Miller       | Juan Francisco Guevara | Álex Rins      | Honda               |
| 14    | Gran Premio de Aragón de Motociclismo             | Álex Rins         | Romano Fenati          | Romano Fenati  | KTM                 |
| 15    | Gran Premio de Japón de Motociclismo              | Danny Kent        | Álex Márquez           | Álex Márquez   | Honda               |
| 16    | Gran Premio de Australia de Motociclismo          | Álex Márquez      | Jack Miller            | Jack Miller    | KTM                 |
| 17    | Gran Premio de Malasia de Motociclismo            | Jack Miller       | Álex Rins              | Efrén Vázquez  | Honda               |
| 18    | Gran Premio de la Comunidad Valenciana            | Niccolò Antonelli | Efrén Vázquez          | Jack Miller    | KTM                 |

### Clasificación de pilotos
Sistema de puntuación
Los puntos se reparten entre los quince primeros clasificados en acabar la carrera. 
Sistema de puntuación de 1993 hasta 2022:
| Posición | 1.º | 2.º | 3.º | 4.º | 5.º | 6.º | 7.º | 8.º | 9.º | 10.º | 11.º | 12.º | 13.º | 14.º | 15.º |
| Puntos   | 25  | 20  | 16  | 13  | 11  | 10  | 9   | 8   | 7   | 6    | 5    | 4    | 3    | 2    | 1    |

| Pos       | Piloto                 | Moto      | QAT | AME | ARG | ESP | FRA | ITA | CAT | NED | GER | IND | CZE | GBR | RSM | ARA | JPN | AUS | MAL | VAL | Pts |
| --------- | ---------------------- | --------- | --- | --- | --- | --- | --- | --- | --- | --- | --- | --- | --- | --- | --- | --- | --- | --- | --- | --- | --- |
| 1         | Álex Márquez           | Honda     | 2   | Ret | 2   | 7   | 5   | Ret | 1   | 1   | 4   | 6   | 4   | 2   | 2   | 2   | 1   | 2   | 5   | 3   | 278 |
| 2         | Jack Miller            | KTM       | 1   | 1   | 3   | 4   | 1   | Ret | 4   | Ret | 1   | 3   | 5   | 6   | 3   | 27  | 5   | 1   | 2   | 1   | 276 |
| 3         | Álex Rins              | Honda     | 5   | 4   | 5   | 3   | 2   | 3   | Ret | 2   | Ret | 5   | 9   | 1   | 1   | 4   | 10  | 3   | 3   | 5   | 237 |
| 4         | Efrén Vázquez          | Honda     | 3   | 3   | 6   | 2   | 6   | 12  | 3   | 6   | 6   | 1   | 8   | Ret | 10  | 13  | 2   | 4   | 1   | 6   | 222 |
| 5         | Romano Fenati          | KTM       | 12  | 2   | 1   | 1   | Ret | 1   | 5   | 18  | Ret | 2   | 11  | 16  | 11  | 1   | 7   | Ret | Ret | 14  | 176 |
| 6         | Alexis Masbou          | Honda     | 7   | 6   | 11  | 12  | 9   | 6   | 11  | 4   | 3   | 4   | 1   | 8   | 7   | 10  | Ret | 6   | 6   | 12  | 164 |
| 7         | Isaac Viñales          | KTM       | 8   | Ret | 7   | 5   | 3   | 2   | 7   | 7   | 8   | 17  | 10  | 13  | 4   | 12  | 11  | Ret | Ret | 2   | 141 |
| 8         | Danny Kent             | Husqvarna | 13  | 8   | 9   | 11  | 13  | 15  | 17  | 8   | 5   | 12  | 3   | 9   | 12  | 3   | 6   | 20  | 4   | 4   | 129 |
| 9         | Enea Bastianini        | KTM       | 16  | 13  | 10  | 9   | 7   | Ret | 2   | Ret | 15  | 11  | 2   | 3   | 5   | 6   | 8   | Ret | 10  | 11  | 127 |
| 10        | Miguel Oliveira        | Mahindra  | 4   | 15  | DNS | 14  | 12  | 4   | 12  | 3   | Ret | 7   | 7   | 4   | 22  | 7   | Ret | 7   | Ret | 8   | 110 |
| 11        | Brad Binder            | Mahindra  | 15  | Ret | 14  | Ret | 14  | 9   | 6   | 9   | 2   | 9   | 6   | 15  | 6   | 8   | 3   | 15  | Ret | 9   | 109 |
| 12        | Jakub Kornfeil         | KTM       | 6   | 5   | 20  | 6   | 10  | Ret | 15  | 11  | 11  | 10  | 14  | 5   | 17  | 5   | Ret | 8   | 8   | 13  | 97  |
| 13        | John McPhee            | Honda     | 11  | 9   | Ret | 13  | 8   | Ret | 9   | 10  | 7   | Ret | Ret | 11  | 13  | Ret | 4   | 5   | Ret | 17  | 77  |
| 14        | Niccolò Antonelli      | KTM       | 9   | Ret | 25  | Ret | Ret | Ret | Ret | 5   | Ret | 18  | 13  | 7   | 16  | 9   | 9   | 10  | 7   | 7   | 68  |
| 15        | Niklas Ajo             | Husqvarna | 26  | 14  | 8   | 10  | Ret | 5   | 8   | Ret |     | Ret | 12  | 10  | Ret | 25  | Ret | 9   | Ret | Ret | 52  |
| 16        | Francesco Bagnaia      | KTM       | 10  | 7   | Ret | 8   | 4   | Ret | 10  | DNS | DNS | Ret | 17  | 21  | Ret | 24  | 13  | 11  | Ret | 16  | 50  |
| 17        | Juan Francisco Guevara | Kalex KTM | Ret | 11  | 12  | 16  | Ret | 8   | 28  | Ret | 10  | 8   | 16  | 14  | 9   | Ret | Ret | 25  | 11  | 15  | 46  |
| 18        | Karel Hanika           | KTM       | 14  | 10  | Ret | 19  | Ret | 10  | 14  | Ret | Ret | 13  | 15  | 12  | Ret | 23  | 12  | 13  | 9   | 10  | 44  |
| 19        | Alessandro Tonucci     | Mahindra  | 21  | 16  | 13  | 18  | Ret | 7   | 13  | 26  | 16  | Ret | 21  | 22  | 18  | Ret | 15  | 14  | 14  | 21  | 20  |
| 20        | Zulfahmi Khairuddin    | Honda     | 18  | 17  | 15  | 20  | 11  | 11  | 16  | 14  | Ret | 15  | 22  | 18  | 14  | 15  | 14  | Ret | Ret | 19  | 19  |
| 21        | Livio Loi              | Kalex KTM | 17  | 12  | 4   | Ret | 20  | 19  | 25  | 25  |     |     |     |     |     |     |     |     |     |     | 17  |
| 21        | Livio Loi              | KTM       |     |     |     |     |     |     |     |     | Ret |     |     |     |     |     |     |     |     |     | 17  |
| 22        | Matteo Ferrari         | Mahindra  | Ret | Ret | Ret | 25  | 21  | 14  | 21  | 13  | 9   | Ret | 20  | 24  | Ret | Ret | 24  | 24  | Ret | 25  | 12  |
| 23        | Jorge Navarro          | Kalex KTM |     |     |     |     |     |     |     |     |     | 14  | Ret | 27  | 15  | Ret | Ret | 12  | 12  | Ret | 11  |
| 24        | Philipp Öttl           | Kalex KTM | 20  | 20  | 21  | 15  | 15  | 13  | 19  | 15  | 12  | 20  | 24  | 17  | 19  | Ret | 17  | 21  | 18  | Ret | 10  |
| 25        | Andrea Migno           | Mahindra  |     |     |     |     |     |     |     |     |     |     |     | Ret | 8   | Ret | Ret | 17  | Ret | 18  | 8   |
| 26        | Hiroki Ono             | Honda     |     |     |     |     |     |     |     |     |     |     |     |     |     | 11  |     |     |     |     | 5   |
| 27        | Jasper Iwema           | FTR KTM   |     |     |     |     |     |     |     | 12  |     |     |     | 23  |     |     |     |     |     |     | 4   |
| 27        | Jasper Iwema           | Mahindra  |     |     |     |     |     |     |     |     |     |     |     |     |     | 16  | 20  | 16  | Ret | 20  | 4   |
| 28        | Hafiq Azmi             | KTM       | Ret | 24  | 16  | 24  | 16  | Ret | Ret | 29  | 18  | 24  | 28  | 20  | 23  | 19  | 18  | 18  | 13  | 23  | 3   |
| 29        | Arthur Sissis          | Mahindra  | DNS | Ret | 22  | Ret | 17  | 17  | 18  | 21  | 13  | 21  | 26  |     |     |     |     |     |     |     | 3   |
| 30        | Jules Danilo           | Mahindra  | Ret | 22  | 24  | 27  | Ret | 22  | 27  | 22  | 17  | 16  | 18  | 25  | 26  | 14  | 19  | 22  | 17  | Ret | 2   |
| 31        | Eric Granado           | KTM       | Ret | 18  | 19  | Ret | DNS | 23  | 23  | 19  | 14  | 22  | 27  | 26  | 21  | 17  | 16  | DNS |     |     | 2   |
| 32        | Remy Gardner           | Kalex KTM |     |     |     |     |     |     |     |     |     |     |     |     | 27  |     |     |     |     |     | 1   |
| 32        | Remy Gardner           | KTM       |     |     |     |     |     |     |     |     |     |     |     |     |     |     |     | 26  | 15  |     | 1   |
|           | Luca Grünwald          | Kalex KTM | 22  | 23  | Ret | 26  | 18  | 16  | 20  | 28  | 19  | 19  | Ret | DNS |     | 26  | 21  | 19  | 16  | 22  | 0   |
|           | Bryan Schouten         | Mahindra  | 25  | 26  | 18  | 22  | 19  | 21  | 24  | 16  | Ret | 27  | 23  | DNS | 20  |     |     |     |     |     | 0   |
|           | Andrea Locatelli       | Mahindra  | 23  | 25  | Ret |     |     | 18  | 29  | 17  | Ret | 25  | 25  | 19  | Ret | 18  | 23  | Ret | Ret | 26  | 0   |
|           | María Herrera          | Honda     |     |     |     | 17  |     |     | Ret |     |     |     |     |     |     |     |     |     |     | 27  | 0   |
|           | Scott Deroue           | Kalex KTM | 19  | 19  | 17  | Ret | 25  | Ret | 26  | 20  | Ret | 23  | 19  | Ret | Ret | Ret | Ret | 23  | Ret | Ret | 0   |
|           | Gabriel Ramos          | Kalex KTM | Ret | Ret | 26  | 28  | 24  | 26  | 31  | 27  | Ret | Ret | 29  | 28  | 28  | 21  | 22  | 27  | 19  | 24  | 0   |
|           | Ana Carrasco           | Kalex KTM | 24  | 21  | 23  | 23  | 22  | 20  | 30  | 24  | 20  | 26  | Ret | 29  | 24  | 22  |     |     |     |     | 0   |
|           | Hafiza Rofa            | KTM       |     |     |     |     |     |     |     |     |     |     |     |     |     |     |     |     | 20  |     | 0   |
|           | Gabriel Rodrigo        | KTM       |     |     |     | Ret |     |     | 22  |     |     |     | Ret |     | Ret | 20  |     |     |     | Ret | 0   |
| Husqvarna | Gabriel Rodrigo        |           |     |     |     |     |     |     |     | 22  |     |     |     |     |     |     |     |     |     |     | 0   |
|           | Maximilian Kappler     | FTR       |     |     |     |     |     |     |     |     | 21  |     |     |     |     |     |     |     |     |     | 0   |
|           | Marcos Ramírez         | KTM       |     |     |     | 21  |     |     |     |     |     |     |     |     |     |     |     |     |     |     | 0   |
|           | Kevin Hanus            | Honda     |     |     |     |     |     |     |     |     | 23  |     |     |     |     |     |     |     |     |     | 0   |
|           | Thomas van Leeuwen     | Kalex KTM |     |     |     |     |     |     |     | 23  |     |     |     |     |     |     |     |     |     |     | 0   |
|           | Michael Ruben Rinaldi  | Mahindra  |     |     |     |     | 23  |     |     |     |     |     |     |     |     |     |     |     |     |     | 0   |
|           | Simone Mazzola         | FTR Honda |     |     |     |     |     | 24  |     |     |     |     |     |     |     |     |     |     |     |     | 0   |
|           | Lorenzo Petrarca       | KTM       |     |     |     |     |     |     |     |     |     |     |     |     | 25  |     |     |     |     |     | 0   |
|           | Anthony Groppi         | FTR Honda |     |     |     |     |     | 25  |     |     |     |     |     |     |     |     |     |     |     |     | 0   |
|           | Albert Arenas          | KTM       |     |     |     |     |     |     |     |     |     |     |     |     |     |     |     |     |     | 28  | 0   |
|           | Olly Simpson           | KTM       |     |     |     |     |     |     |     |     |     |     |     |     |     |     |     | 28  |     |     | 0   |
|           | Ramdan Rosli           | KTM       |     |     |     |     |     |     |     |     |     |     |     |     |     |     |     |     | Ret |     | 0   |
|           | Hikari Okubo           | Honda     |     |     |     |     |     |     |     |     |     |     |     |     |     |     | Ret |     |     |     | 0   |
|           | Sena Yamada            | Honda     |     |     |     |     |     |     |     |     |     |     |     |     |     |     | Ret |     |     |     | 0   |
|           | Joe Irving             | KTM       |     |     |     |     |     |     |     |     |     |     |     | Ret |     |     |     |     |     |     | 0   |
|           | Renald Castillon       | Honda     |     |     |     |     | DNQ |     |     |     |     |     |     |     |     |     |     |     |     |     | 0   |
| Pos       | Piloto                 | Moto      | QAT | AME | ARG | ESP | FRA | ITA | CAT | NED | GER | IND | CZE | GBR | RSM | ARA | JPN | AUS | MAL | VAL | Pts |

| Color     | Resultado                                                               |
| --------- | ----------------------------------------------------------------------- |
| Oro       | Ganador                                                                 |
| Plata     | 2.ª plaza                                                               |
| Bronce    | 3.ª plaza                                                               |
| Verde     | Finalizó en los puntos                                                  |
| Azul      | Finalizó sin puntos                                                     |
| Azul      | NC - No clasificado                                                     |
| Violeta   | Ret - No terminó (Carrera)                                              |
| Rojo      | DNQ - No se clasificó                                                   |
| Negro     | DSQ - Descalificado                                                     |
| Blanco    | DNS - No empezó (carrera)                                               |
| Blanco    | WD - Retirado (fin de semana)                                           |
| Blanco    | C - Carrera cancelada                                                   |
| Sin color | DNP - Inscrito pero no participó                                        |
| Sin color | INJ - Lesionado                                                         |
| Sin color | EX - Excluido                                                           |
| Estado    | Resultado                                                               |
| Negrita   | Pole position                                                           |
| Cursiva   | Vuelta rápida                                                           |
| †         | Abandona, pero clasifica al completar el porcentaje requerido para ello |

### Clasificación constructores
| Pos | Constructor | QAT | AME | ARG | ESP | FRA | ITA | CAT | NED | GER | IND | CZE | GBR | RSM | ARA | JPN | AUS | MAL | VAL | Pts |
| --- | ----------- | --- | --- | --- | --- | --- | --- | --- | --- | --- | --- | --- | --- | --- | --- | --- | --- | --- | --- | --- |
| 1   | KTM         | 1   | 1   | 1   | 1   | 1   | 1   | 2   | 5   | 1   | 2   | 2   | 3   | 3   | 1   | 5   | 1   | 2   | 1   | 384 |
| 2   | Honda       | 2   | 3   | 2   | 2   | 2   | 3   | 1   | 1   | 3   | 1   | 1   | 1   | 1   | 2   | 1   | 2   | 1   | 3   | 384 |
| 3   | Mahindra    | 4   | 15  | 13  | 14  | 12  | 4   | 6   | 3   | 2   | 7   | 6   | 4   | 6   | 7   | 3   | 7   | 14  | 8   | 168 |
| 4   | Husqvarna   | 13  | 8   | 8   | 10  | 13  | 5   | 8   | 8   | 5   | 12  | 3   | 9   | 12  | 3   | 6   | 9   | 4   | 4   | 156 |
| 5   | Kalex KTM   | 17  | 11  | 4   | 15  | 15  | 8   | 19  | 15  | 10  | 8   | 16  | 14  | 9   | 21  | 17  | 12  | 11  | 15  | 62  |
| 6   | FTR KTM     |     |     |     |     |     |     |     | 12  |     |     |     | 23  |     |     |     |     |     |     | 4   |
|     | FTR         |     |     |     |     |     |     |     |     | 21  |     |     |     |     |     |     |     |     |     | 0   |
|     | FTR Honda   |     |     |     |     |     | 24  |     |     |     |     |     |     |     |     |     |     |     |     | 0   |
| Pos | Constructor | QAT | AME | ARG | ESP | FRA | ITA | CAT | NED | GER | IND | CZE | GBR | RSM | ARA | JPN | AUS | MAL | VAL | Pts |